# Vũ Long
Vũ Long (chữ Hán giản thể:武隆区, Hán Việt: Vũ Long khu) là một quận thuộc thành phố trực thuộc trung ương Trùng Khánh, Cộng hòa Nhân dân Trung Hoa. Quận này có diện tích 2901,3 km2, dân số năm 2010 là 351.000 người. Mã số bưu chính: 408500. Quận này nằm ở phía đông nam của Trùng Khánh, đông giáp Bành Thủy, tây giáp Bồi Lăng và Nam Xuyên, bắc giáp Phong Đô, nam giáp Đạo Chân của Quý Châu. Về mặt hành chính, quận này được chia ra thành 27 đơn vị hành chính cấp hương. Trụ sở chính quyền của quận đóng ở trấn Hạng Khẩu.

## Các đơn vị hành chính
Vũ Long được chia thành 27 đơn vị hành chính cấp hương gồm 2 nhai đạo, 12 trấn, 9 hương và 4 hương dân tộc. Các đơn vị trấn này lại được chia ra thành 186 thôn.
- Nhai đạo: Phượng Sơn (凤山街道), Phù Dung (芙蓉街道)
- Trấn: Bạch Mã (白马镇), Giang Khẩu (江口镇), Tiên Nữ Sơn (仙女山镇), Hoả Lô (火炉镇), Áp Giang (鸭江镇), Dương Giác (羊角镇), Trường Bá (长坝镇), Bình Kiều (平桥镇), Đồng Tử (桐梓镇), Thổ Khảm (土坎镇), Hoà Thuận (和顺镇), Song Hà (双河镇)
- Hương: Phượng Lai (凤来乡), Miếu Ô (庙垭乡), Hoàng Oanh (黄莺乡), Thương Câu (沧沟乡), Thổ Địa (土地乡), Bạch Vân (白云乡), Tiếp Long (接龙乡), Triệu Gia (赵家乡), Đại Động Hà (大洞河乡)
- Hương dân tộc: Thạch Kiều (石桥苗族土家族乡), Văn Phục (文复苗族土家族乡), Hậu Bình (后坪苗族土家族乡), Hạo Khẩu (浩口苗族仡佬族乡)